# Asian Cup
Der Asian Cup war eine asiatische Kontinentalmeisterschaft in den fünf Einzeldisziplinen im Badminton. Er wurde 1991, 1994, 1995 und 1996 ausgetragen. Ab 1997 folgte dann ein Asia Cup genannter Teamwettbewerb.

## Austragungsorte
| Jahr | Nr. | Stadt   | Land       |
| ---- | --- | ------- | ---------- |
| 1991 | I   | Jakarta | Indonesien |
| 1994 | II  | Peking  | China      |
| 1995 | III | Qingdao | China      |
| 1996 | IV  | Seoul   | Südkorea   |

## Die Sieger
| Saison    | Herreneinzel      | Dameneinzel       | Herrendoppel                  | Damendoppel                    | Mixed                      |
| --------- | ----------------- | ----------------- | ----------------------------- | ------------------------------ | -------------------------- |
| 1991      | Rashid Sidek      | Tang Jiuhong      | Cheah Soon Kit Soo Beng Kiang | Hwang Hye-young Chung So-young | Shon Jin-hwan Gil Young-ah |
| 1992 1993 | nicht ausgetragen | nicht ausgetragen | nicht ausgetragen             | nicht ausgetragen              | nicht ausgetragen          |
| 1994      | Dong Jiong        | Ye Zhaoying       | Ricky Subagja Rexy Mainaky    | Jang Hye-ock Chung So-young    | Liu Jianjun Ge Fei         |
| 1995      | Joko Suprianto    | Bang Soo-hyun     | Huang Zhanzhong Jiang Xin     | Ge Fei Gu Jun                  | Liu Jianjun Sun Man        |
| 1996      | Rashid Sidek      | Zhang Ning        | Yoo Yong-sung Kim Dong-moon   | Jang Hye-ock Chung So-young    | Park Joo-bong Ra Kyung-min |